# Leonard Frey
Leonard Frey (født 4. september 1938, død 24. august 1988) var en amerikansk skuespiller, bedst husket for sin Oscar-nominerede præstation i Spillemand på en tagryg.